# Піорія (Колорадо)
Піорія (англ. Peoria) — переписна місцевість (CDP) в США, в окрузі Арапаго штату Колорадо. Населення — 153 особи (2020).

## Географія
Піорія розташована за координатами 39°39′12″ пн. ш. 104°8′13″ зх. д. / 39.65333° пн. ш. 104.13694° зх. д. (39.653305, -104.137074).  За даними Бюро перепису населення США в 2010 році переписна місцевість мала площу 35,64 км², з яких 35,53 км² — суходіл та 0,11 км² — водойми.

## Демографія
Згідно з переписом 2010 року, у переписній місцевості мешкали 163 особи в 53 домогосподарствах у складі 44 родин. Густота населення становила 5 осіб/км².  Було 75 помешкань (2/км²).
Расовий склад населення:
| - 92,0 % — білих - 2,5 % — корінних американців - 0,6 % — чорних або афроамериканців - 0,6 % — азіатів |

До двох чи більше рас належало 3,7 %. Частка іспаномовних становила 6,1 % від усіх жителів.
За віковим діапазоном населення розподілялося таким чином: 27,6 % — особи молодші 18 років, 59,5 % — особи у віці 18—64 років, 12,9 % — особи у віці 65 років та старші. Медіана віку мешканця становила 41,2 року. На 100 осіб жіночої статі у переписній місцевості припадало 94,0 чоловіків;  на 100 жінок у віці від 18 років та старших — 93,4 чоловіків також старших 18 років.
За межею бідності перебувало 3,9 % осіб, у тому числі 0,0 % дітей у віці до 18 років та 0,0 % осіб у віці 65 років та старших.
Цивільне працевлаштоване населення становило 105 осіб. Основні галузі зайнятості: освіта, охорона здоров'я та соціальна допомога — 24,8 %, роздрібна торгівля — 19,0 %, фінанси, страхування та нерухомість — 19,0 %.